# Paolo Andreucci
Pour les articles homonymes, voir Andreucci.
Paolo Andreucci, né le 21 avril 1965 à Castelnuovo di Garfagnana (Toscane), est un pilote automobile italien, qui court en rallye.

## Biographie
Paolo Andreucci dispute son premier rallye en championnat du monde WRC en 1989, lors du rallye du Portugal « Vinho do Porto » sur Lancia Delta Integrale (8e, marquant alors 3 points).
Il participe régulièrement au championnat d'Europe depuis 1994.
Fidèle à Peugeot depuis 2009 (sur Peugeot 207 S2000), il passe sur 208 T16 en 2014, sans interrompre sa série de succès nationaux ininterrompue depuis 2006.

## Palmarès(au 30/11/2014)

### Titres
- 3e du championnat d'Europe des rallyes en 1999 et 2000;
- 3e du championnat d'Europe des rallyes zone sud en 2004;
- Octuple Champion d'Italie des rallyes, en 2001 (copilote Giust - Ford Focus WRC), 2003 (copilote Anna Andreucci, son épouse - Fiat Punto S1600), 2006 (copilote A.Andreucci - Fiat Grande Punto Abarth S2000), 2009 (copilote A.Andreucci - Peugeot 207 S2000), 2010 (copilote A.Andreucci, Peugeot 207 S2000), puis 2011 et 2012, et enfin 2014 (copilote A.Andreucci, Peugeot 207 S2000, devenue 208 T16) (ayant dépassé en 2012 Dario Cerrato, son mentor et ami, sextuple champion);
- Champion d'Italie des rallyes Terre en 2009;
- Peugeot Champion d'Italie des constructeurs en 2009, grâce au couple Andreucci;
- Trophée Fiat Punto italien en 2002;
- 4 Coupes d'Italie des conducteurs catégorie S1600: 2002, 2003, 2004 et 2005;
- 2 Coupes d'Italie des conducteurs catégorie deux roues motrices en 1997 et 1998;
  - Vice-champion d'Italie des rallyes en 2000, 2008 et 2013;
  - Vice-champion d'Italie des rallyes Terre en 2001;
  - 2e du challenge Gravel italien en 2001 et 2004;
  - 2e du trophée Fiat Uno en 1988;
  - 3e du championnat d'Italie des rallyes en 2007.

### 2 Victoires en championnat IRC
- 2006 et 2010: Rallye Sanremo;

### 14 Victoires en championnat d'Europe
- 1997, 2003 et 2004: Targa Florio;
- 1999, 2000: rallye Piancavallo;
- 1999, 2000: rallye del Salento;
- 2000, 2006: rallye 1000 Miglia;
- 2001, 2004: rallye del Ciocco e Valle del Serchio;
- 2001: rallye di San Marino;
- 2006: rallye del Friuli e delle Alpi Orientali;
- 2006: rallye Costa Smeralda Terra Sarda.

### 49 Victoires en championnat d'Italie (record)
- 1997, 2003, 2004, 2006, 2007, 2011, 2013 et 2014: Targa Florio;
- 2000, 2006, 2007, 2008, 2010 et 2011: rallye Mille miglia;
- 2001, 2004, 2006, 2007, 2011, et 2012: rallye del Ciocco e Valle del Serchio;
- 2001, 2006, 2008, 2009, 2011, 2012, et 2013: rallye Costa Smeralda Terra Sarda;
- 2006, 2007, 2008, 2011, et 2012: rallye di San Crispino - Terra di Romagna.
- 1999, 2000 et 2011: rallye del Salento;
- 2001, 2009, 2010 et 2014: rallye di San Marino;
- 1999 et 2000: rallye Piancavallo;
- 2006, 2010 et 2014: rallye del Friuli e delle Alpi Orientali (devenu Venezia Giulia);
- 2006 et 2010: rallye Sanremo;
- 2009 et 2012: rallye Adriatico;
- 2011: rallye San Martino di Castrozza;

### Autres victoires
- 2011: ronde dei Due Comuni;
- 2012: coupe de la cîté de Lucca.

## Honneurs
- Citoyen d'honneur des communes italiennes de Scillato et Santa Teresa di Riva.